# Abensberg
Abensberg (phát âm tiếng Đức: [ˈaːbənsˌbɛʁk]) là một thị xã ở bang Bavaria, Đức nằm bên sông Abens, một nhánh của sông Danube, 18 km về phía tây nam Regensburg, nối với nhau bằng đường ray và đường bộ (A93).
Thị xã này có các khu vực tắm nước nóng và từng là một khu vực nghỉ dưỡng.

## Hình ảnh

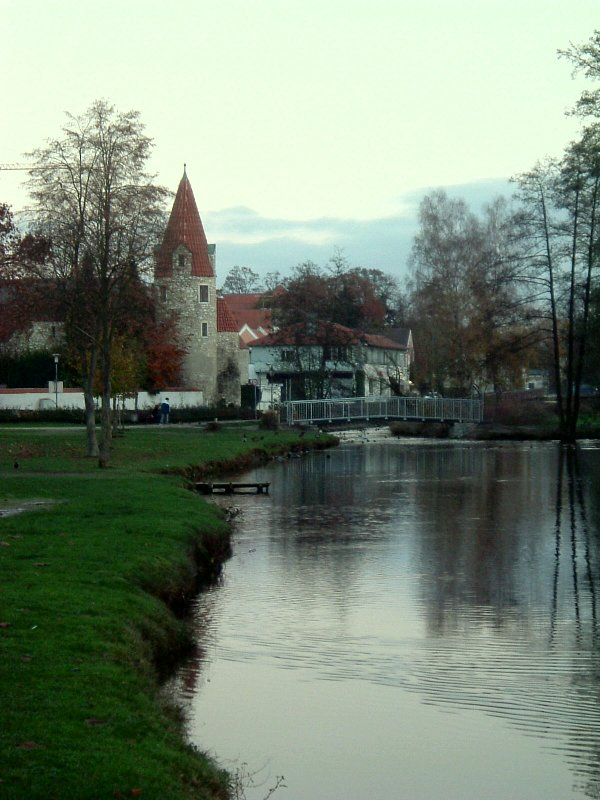
Maderturm
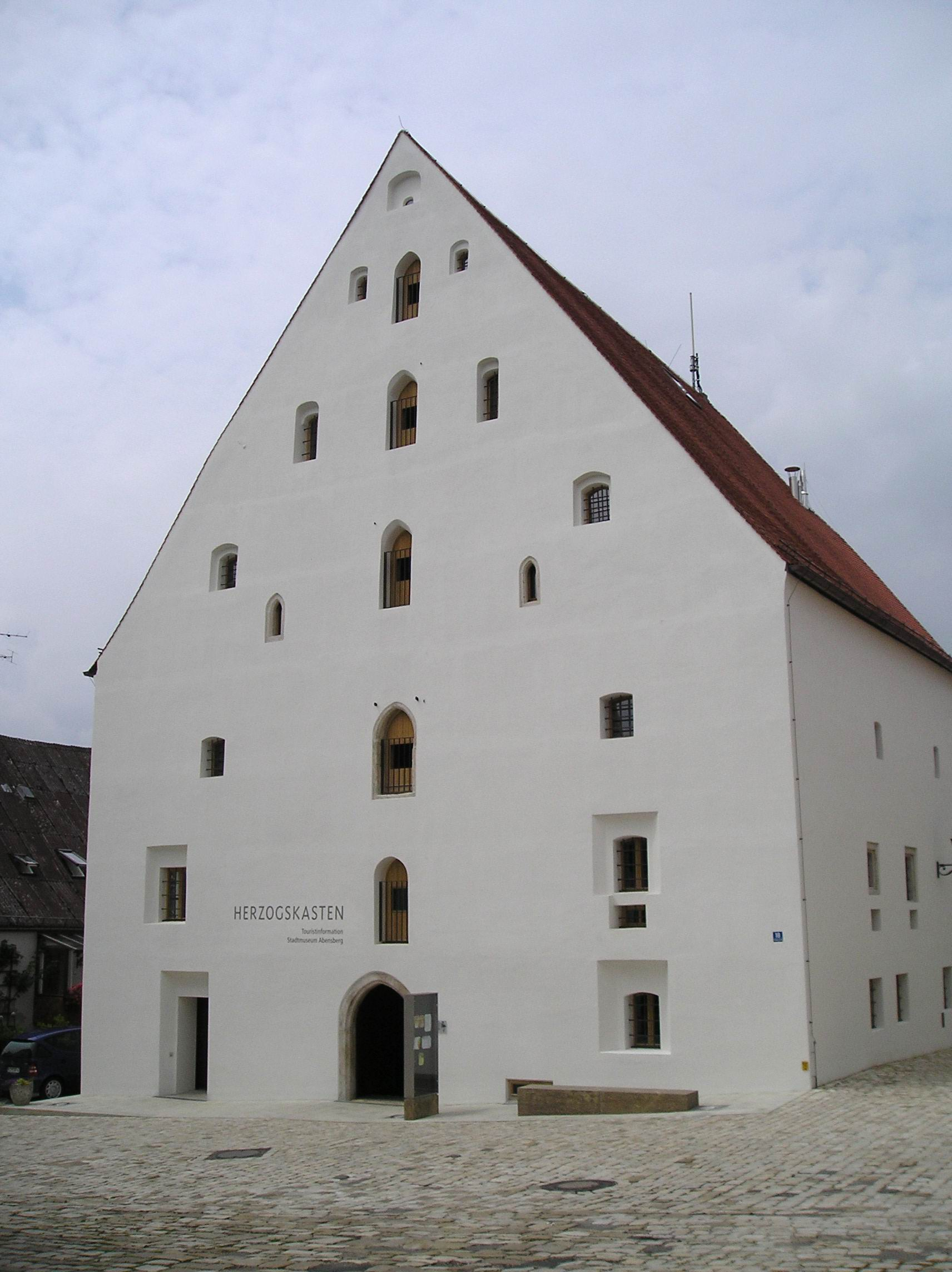
Herzogskasten ở Abensberg.